# Philautus graminirupes
Philautus graminirupes är en groddjursart som beskrevs av Biju och Franky Bossuyt 2005. Philautus graminirupes ingår i släktet Philautus och familjen trädgrodor. Inga underarter finns listade i Catalogue of Life.